# Lebrecht Landauer
Lebrecht Landauer (* 23. September 1779 in Stuttgart; † 25. März 1822 in Heilbronn) war von 1819 bis 1822 Oberbürgermeister von Heilbronn.

## Leben
Lebrecht Landauer wurde am 23. September 1779 in Stuttgart geboren. Er promovierte als Jurist und ließ sich nach dem Studium als Advokat am Königlichen Hofgericht in Stuttgart nieder. 1804 meldete er sich nach Heilbronn (das 1803 württembergisch geworden war), wo er als Oberlandes-Regierungs-Advokat zugelassen wurde.
Landauer wurde (wie bereits sein Vorgänger Georg Christian Franz Kübel) nicht in das Bürgermeisteramt gewählt, sondern von der Aufsichtsbehörde vorgeschlagen. Als seine Ernennung zum Bürgermeister bevorstand, ließ er sich in den Heilbronner Stadtrat wählen und erwarb das Heilbronner Bürgerrecht. Seit dem 13. Juli 1819 war er Oberbürgermeister Heilbronns. Im August des gleichen Jahres wurde er vom König mit der Amtsbezeichnung Oberbürgermeister bestätigt und am 22. August auf sein Amt verpflichtet. Seine erste Sitzung leitete er am 26. August 1819. In die Amtszeit Landauers fallen insbesondere der weitere Abbau der Festungswerke, der Abbruch des Fleinertor-Turms sowie die Fertigstellung des Wilhelmskanals und Hafens, deren Bau im März 1819 begonnen worden war. Die Einwohnerzahl der Stadt veränderte sich während seiner Amtszeit nur unwesentlich. Er starb jedoch schon 1822 im Alter von nur 42 Jahren. Sein Nachfolger wurde der Stadtschultheiß Johann Clemens Bruckmann, der nach Landauers Tod die Vormundschaft über dessen unmündigen Kinder übernahm.

## Familie
Landauer heiratete am 23. September 1805 in Stuttgart Auguste Friederike Elisabeth Landauer, geb. Perrotin (* 9. September 1782 in Stuttgart; † 31. Januar 1857 Stuttgart). Sie war die Tochter des Franzosen Perrotin, der als Oberküchenmeister am herzoglichen Hof in Stuttgart arbeitete. Seine Tochter wuchs zweisprachig in dem kulturellen Umfeld des Hofs auf. Aus der Ehe von Lebrecht und Auguste Landauer gingen fünf Söhne hervor (siehe Nachkommen), wovon einer kurz nach der Geburt starb.
Lebrecht Landauer starb am 25. März 1822 im Alter von 42 Jahren an einer langwierigen Unterleibserkrankung. Nach seinem Tod betrieb Auguste Landauer einige Jahre lang eine „Erziehungsanstalt für Mädchen“. Später zog sie mit ihrem ältesten Sohn nach Neckarsulm, anschließend arbeitete sie als Lehrerin in Cannstatt und zog zuletzt zu ihrem Bruder in Stuttgart, der ihr ein sorgenfreies Leben ermöglichte. Ungefähr 1842 starb der Bruder und vermachte ihr sein Vermögen. 1857 starb Auguste Landauer nach kurzer Krankheit am 31. Januar 1857 im Alter von 74 Jahren in Stuttgart.

## Nachkommen
- Carl Friedrich Landauer (* 12. August 1806 in Heilbronn)
- Gustav Lebrecht Landauer (* 29. Juli 1808 in Heilbronn)
- Carl Julius Landauer (* 27. Juli 1810; † 4. September 1810 in Heilbronn)
- Julius Landauer (* 26. April 1813 in Heilbronn)
- Theodor Wilhelm Landauer (* 11. Juni 1816 in Heilbronn; † 1. August 1894 in Stuttgart), Baudirektor in Stuttgart